# Neue Badenstraße (Stralsund)
Die Neue Badenstraße auf der Hafeninsel im Stadtgebiet Altstadt in Stralsund verbindet die Badenstraße, die Straße Am Fischmarkt und die Straße Am Semlower Kanal an der Badenbrücke mit der Hafenstraße. Sie gehört zum Randgebiet des UNESCO-Welterbes Historische Altstädte Stralsund und Wismar.
Die Straße wurde im Zusammenhang mit der Aufschüttung der Hafeninseln in den 1860er Jahren angelegt.
Zwei der Gebäude in der kurzen Straße stehen unter Denkmalschutz (siehe auch Liste der Baudenkmale in Stralsund), nämlich Neue Badenstraße 3 und Neue Badenstraße 4.